# Francisco María Oreamuno Bonilla
Francisco María Oreamuno Bonilla (Cartago, 4 de octubre de 1801 - San José, 23 de mayo de 1856) fue un político costarricense que se desempeñó como Jefe de Estado de Costa Rica en 1844.

## Datos personales
Era hijo de Isidro de Oreamuno y Alvarado y Justa de Bonilla y Laya-Bolívar. Contrajo nupcias en Cartago, el 7 de junio de 1827, con Agustina Gutiérrez y La Peña-Monje, nicaragüense, hija de Agustín Gutiérrez y Lizaurzábal y Josefa de La Peña-Monje y La Cerda. De este matrimonio nacieron cuatro hijos: María Esmeralda, Francisco José, Jesús María y Salvador Oreamuno y Gutiérrez. En Cartago cursó estudios de gramática latina con el presbítero Hipólito Calvo Rosales y de humanidades con el bachiller Rafael Francisco Osejo. 

## Vida política
Participó en actividades políticas desde 1821, en los grupos republicanos cartagineses. Fue Juez de Minas del Aguacate (1824), alcalde Tercero de Cartago (1826), Diputado por Cartago (1826-1828), miembro del Tribunal de Cuentas del Estado (1826-1827), Regidor y Presidente Municipal interino de Cartago (1831), Administrador de la Aduana federal de Puntarenas (1831-1838), Ministro General del Estado (1838 y 1842), Comisionado de Costa Rica en Nicaragua (1838), Juez de Primera Instancia de Cartago (1841), miembro de la Asamblea Constituyente de 1843-1844, Vicejefe de Estado (1843-1844), Ministro de Hacienda, Educación Pública, Guerra y Marina (1847), gobernador de Cartago (1849-1850), Vicepresidente de la República (1850-1856) y Presidente del Congreso (1850-1856). 
En las elecciones costarricenses de 1844, primeras en las que utilizó el sistema de sufragio directo, obtuvo una abrumadora victoria sobre el jefe de Estado provisorio José María Alfaro Zamora y otros veintinueve candidatos. Tomó posesión el 21 de noviembre de ese año para ejercicio del período 1844-1848, pero al poco tiempo se retiró a Cartago, y le reemplazaron interinamente los senadores Rafael Moya Murillo (1844-1845) y José Rafael de Gallegos y Alvarado (1845-1846). 
En abril de 1845, el poder legislativo lo suspendió en el cargo, declaró que había lugar a formación de causa en su contra y dispuso que se le abriese proceso penal por abandono del poder, pero continuó siendo el jefe de Estado titular hasta el 7 de junio de 1846, fecha en que un golpe militar rompió el orden constitucional.
Habiendo sido convocadas por el Congreso, tras la elección de Juan Rafael Mora Porras a la primera magistratura, las asambleas electorales se reunieron en enero de 1850 para elegir a quien ocuparía la Vicepresidencia de la República hasta 1853. Según la constitución política de 1847, de no alcanzar ningún candidato una mayoría absoluta, correspondía al Congreso decidir entre los tres individuos que mayor número de votos hayan obtenido. Si bien Oreamuno no figuró dentro de los primeros tres lugares en la votación (habiendo obtenido 12 de 85 votos), el vicepresidente del Congreso, Nazario Toledo, presentó una moción en la que propuso que: «...según el espíritu de la ley, se incluyese al Sr. Francisco María Oreamuno Bonilla en el número de entre los candidatos que debía hacerse la elección, en virtud de no haber resultado ésta en el candidato Sr. don Santiago Fernández que reunió mayor número de votos.»
Dicha propuesta no tenía ningún sustento legal, pero el Congreso adoptó la propuesta de Toledo, incorporando a Oreamuno dentro de la nómina de candidatos, siendo elegido y llamado para ser juramentado el 23 de febrero de 1850.
En 1853, postuló su nombre para la reelección para el período 1853-1859. Si bien tampoco obtuvo una mayoría en la elección, obtuvo el segundo lugar (24 de 91 votos), por lo que le correspondió al Congreso decidir entre Oreamuno y Bruno Carranza Ramírez. En la sesión del 2 de mayo de ese año, Oreamuno fue reelecto frente a Carranza.
Durante su segundo mandato como Vicepresidente de la República, le correspondió ejercer la primera magistratura en sustitución del presidente Juan Rafael Mora; en primera instancia, entre el 14 de abril y el 1 de mayo de 1854, y del 8 de marzo hasta el 20 de mayo de 1856, pues Mora había asumido personalmente el mando del ejército durante la Campaña Nacional.

## Vida posterior y muerte
Fue dueño de valiosas tierras en la provincia de Cartago, que dedicó a actividades cafetaleras y ganaderas. Colaboró como corresponsal del semanario La Paz y el Progreso. 
La peste del cólera, la cual causó el fallecimiento de alrededor del 10% de la población nacional, terminó cobrando la vida Don Francisco Oreamuno, cuando desempeñaba los cargos de Presidente del Congreso y Vicepresidente de la República. Falleció en San José el 23 de mayo de 1856.

## Legado
En 1914 se dio su nombre a uno de los cantones de la provincia de Cartago. Su yerno Jesús Jiménez Zamora y su nieto Ricardo Jiménez Oreamuno fueron Presidentes de la República.
Hay una biografía suya, escrita por Jorge Francisco Sáenz Carbonell y publicada en 1996 con el título Francisco María Oreamuno.